# Perfect Sense
Pour plus de détails, voir Fiche technique et Distribution.
Perfect Sense est un film multinational réalisé par David Mackenzie et sorti en 2011.

## Synopsis
De manière très soudaine, une étrange maladie touche l'humanité. En effet, les humains perdent peu à peu l'usage de leurs sens. Face à ce fléau, et par les forces du hasard, un homme et une femme, l'un cuisinier, l'autre épidémiologiste, vont apprendre à se connaître et progressivement, à travers chaque changement de perspective dû à la perte d'un sens, vont tomber amoureux.

## Fiche technique
- Titre original, français et québécois : Perfect Sense[1]
- Réalisation : David Mackenzie
- Scénario : Kim Fupz Aakeson
- Photographie : Giles Nuttgens
- Montage : Jake Roberts
- Musique : Max Richter
- Direction artistique : Andy Thomson
- Décors : Tom Sayer
- Costumes : Trisha Biggar
- Producteurs : Gillian Berrie, Tomas Eskilsson et Malte Grunert,  Marianne Moritzen

Producteurs exécutifs : Julia Valentine et Akshay Singh
Producteurs délégués : Peter Aalbæk Jensen, David Mackenzie, Peter Garde, Jamie Laurenson et Carole Sheridan
Producteurs associéq : Brian Coffey et Charlotte Pedersen
Coproducteurs : Sisse Graum Jørgensen et Tristan Lynch
- Sociétés de production[2] :
  - Royaume-Uni : Sigma Films, avec la participation de BBC Films, en association avec Scottish Screen
  - Irlande : Subotica Entertainment Limited, avec la participation de Screen Ireland
  - Suède : avec la participation de Film i Väst
  - Danemark : en association avec Zentropa Entertainments, avec la participation du Det Danske Filminstitut
- Sociétés de distribution :
  - Royaume-Uni : Arrow Films
  - France : Pretty Pictures
  - Belgique : ABC Distribution
- Budget : n/a
- Pays de production :  Royaume-Uni,  Suède,  Danemark et  Irlande
- Langues originales : anglais, langue des signes
- Format[3] : couleur - 35 mm / D-Cinema - 2,35:1 (Cinémascope) - son Dolby Digital
- Genre : drame, romance, science-fiction
- Durée : 92 minutes
- Dates de sortie[4] :
  - Royaume-Uni : 18 juin 2011 (Festival international du film d'Édimbourg) ; 7 octobre 2011 (sortie nationale)
  - Irlande : 8 juillet 2011 (Galway Film Fleadh) ; 7 octobre 2011 (sortie nationale)
  - Suède : 13 août 2014 (sortie directement en DVD)
  - France : 
    - 6 octobre 2011 (Festival du film britannique de Dinard) ; 28 janvier 2012 (Festival international du film fantastique de Gérardmer)
    - 28 mars 2012 (sortie nationale)

  - Belgique : 2 mars 2012 (Festival international du film de Mons) ; 28 mars 2012 (sortie nationale)[5]
- Classification[6] :
  -  Royaume-Uni : Interdit aux moins de 15 ans (15 - Suitable only for 15 years and over)[7].
  -  Irlande : Interdit aux moins de 15 ans, sauf s'ils sont accompagnés d'un adulte (15A - Minimum age for admission is 15)
  -  France : Tous publics (visa d'exploitation no 132274 délivré le 2 mars 2012)[8].
  -  Québec : 13 ans et plus (13+ / 13 years and over).
  -  Belgique : tous publics (Alle Leeftijden)[5]

## Distribution
- Ewan McGregor (VF : Bruno Choël) : Michael
- Eva Green (VFB : Nathalie Hugo) : Susan
- Ewen Bremner (VFB : Philippe Allard) : James
- Connie Nielsen (VFB : Nathalie Stas) : Jenny
- Stephen Dillane :  Samuel
- Denis Lawson :  Detective
- James Watson : Bus Driver
- Anamaria Marinca
- Alastair Mackenzie

Version française
- Société de doublage : DUB Fiction Belgique
- Direction Artistique : Bruno Buidin
- Adaptation : Hélène Grisvard et Dimitri Botkine

Source et légende : Version française (VF) sur carton du doublage français[réf. nécessaire]

## Distinctions
Entre 2011 et 2012, Perfect Sense a été sélectionné onze fois dans diverses catégories et a remporté trois récompenses,.

### Récompenses
- Festival du film de Philadelphie 2011 : Prix du public - Mention honorable du meilleur réalisateur décerné à David Mackenzie.
- Festival international du film d'Édimbourg 2011 : Prix du nouveau long métrage britannique décerné à David Mackenzie et Gillian Berrie.
- Festival international du film de Bratislava 2011 : Prix du public du film international décerné à David Mackenzie.

### Nominations
- Festival international du film de Saint-Sébastien 2011 : "Culinary Zinema" - Cinéma et gastronomie pour David Mackenzie.
- Prix BAFTA Écosse 2011 :
  - Film écossais préféré,
  - Meilleur réalisateur pour David Mackenzie,
  - Meilleur film pour Gillian Berrie.

### Sélections
- Festival du film britannique de Dinard 2011 :
  - Avant-premières pour David Mackenzie,
  - Film d'ouverture pour David Mackenzie,
  - Gros plan sur le cinéma… pour David Mackenzie.
- Festival international du film fantastique de Gérardmer 2012 : Longs métrages - Hors compétition pour David Mackenzie.